# Harriotta haeckeli
Harriotta haeckeli – gatunek morskiej ryby chrzęstnoszkieletowe z rodziny drakonowatych (Rhinochimaeridae). Są nieszkodliwe dla ludzi. Gatunek słabo poznany, znany z kilku osobników.

## Występowanie
Występuje we wschodnim Atlantyku (Wyspy Kanaryjskie, Zachodnim Atlantyku (Cieśnina Davisa, niekiedy można spotkać w USA) i zachodnim Pacyfiku (Tasmania i Nowa Zelandia). 

## Opis
Osiąga 65 cm długości. Głowa długa, spiczasta, pierwsza płetwa grzbietowa wyprostowana z mocnym, lekko toksycznym kolcem, druga – niska i długa. Płetwa ogonowa długa, wrzecionowata.

## Rozród
Jajorodny. Minimalny czas podwojenia populacji 4,5–14 lat.